# Różowe Domino
Różowe Domino – polski tygodnik satyryczny i humorystyczny, wychodzący we Lwowie w latach 1882–1884, a w latach 1887–1890 jako dwutygodnik.
Redaktorem naczelnym był Włodzimierz Zagórski, a wydawcą - F. H. Richter. Od października 1883 roku redaktorem został W. Maniecki, a w 1887–1890 - A. J. Waruszyński.
W tygodniku pojawiały się fraszki, aforyzmy, żarty, felietony pisane wierszem, sprawozdania sportowe (również wierszem). Pismo posiadało dodatek powieściowy i ukazał się w nim np. Pamiętnik starego parasola Zagórskiego. Z Różowym Domino współpracowali: F. Konarski, W. Stebelski, A. Bartels, a jednym z rysowników był F. Kostrzewski. Zamieszczała w nim swoje utwory Maria Konopnicka. Zagórski po roku działania pisma ocenił, że Różowe Domino odznacza się niezależnością, dobrym doborem i rozmaitością treści oraz wykwintną formą literacją.
W roku 1889 tygodnik był często konfiskowany, a redaktor ciężko zachorował. Były to przyczyny zawieszenia wydawania pisma.